# Prądówka
Prądówka – wieś w Polsce położona w województwie wielkopolskim, w powiecie nowotomyskim, w gminie Miedzichowo.
Wieś powstała w okresie kolonizacji olęderskiej w XVIII wieku. Od zachodniej strony przepływa Obra, którą biegła przed II wojną światową granica polsko-niemiecka. W 1921 roku stacjonowała tu placówka 17 batalionu celnego.
Przystanek kolejowy Prądówka na nieczynnej linii Zbąszyń-Międzychód został zlikwidowany.
W latach 1975–1998 miejscowość administracyjnie należała do województwa gorzowskiego.
W rejonie wsi przebiegają dwa znakowane piesze szlaki turystyczne:
- Zbąszyń - Miedzichowo
- Kaszczor - Zbąszyń - Międzychód - Bucharzewo